# 선양 J-15
선양 J-15(중국어: 殲-15 젠-15[*])는 중국 인민해방군 해군 해군항공대의 야심찬 항공모함 보유 계획의 일환으로 러시아의 수호이-33을 복제해 추진 개발한 중국산 함재기 버전이다. 선양 WS-10A 터보팬 엔진 2개를 사용했으며 2009년 8월 31일 초도비행을 했다.
젠-15 전투기는 항공모함용으로 개발되었기 때문에, 접이식 날개를 갖추고 있고 착륙기어 등이 강화되었다. 구 소련의 바리야그 항공모함을 개조한 중국최초의 항공모함인 랴오닝함(遼寧)의 탑재기로 사용될 가능성이 높다고 알려졌었으며, 실제로 2016년 3월 첫 랴오닝(遼寧)에 이착륙하는 장면을 공개하면서 주목을 받았다. 그러나 캐나다 군사잡지 칸와방무평론(漢和防務評論)이 2016년 5월 2일 보도한 바에 따르면 러시아의 수호이-33을 복제해 함재기로 개발한 젠-15는 이미 4년 전부터 배치를 했지만 중국산 터보팬 엔진출력이 너무 낮은데다가 함재기에서 속속 기술적인 문제들이 발생하면서 불과 16대만 생산에 그쳐 양산에 실패했다. 이에 따라 중국은 러시아에 젠-15의 개조를 요청할 가능성이 크고 러시아 측이 받아들이지 않으면 함재기로서 대체 기종을 찾아나서야 할 상황이다.
젠-15 생산이 지지부지하면서 중국은 5년에서 최장 10년 이내에는 충분한 수의 함재기 조종사 확보가 불가능 할 것이며, 랴오닝함에 탑재한 후 2016년 5월 현재까지 함상 유지보수 실험조차 진행하지 못한 상태여서 앞으로 설령 실전 배치되더라도 고장이 잇따라 가용성이 극히 낮을 것으로 분석했다.
이런 사정 탓에 중국이 러시아에 대체 기종의 도입을 추진해 수호이-27SK를 긴급히 들여오거나 젠-15 대체기로 미그-29나 자체 개발한 5세대 젠-31을 선택할 공산도 없지 않다.

## 성능
Su-27의 중국판 데드카피 버전인 선양 J-11과 엔진성능이나 기체성능이 대동소이 하다고 할 수 있으며, 레이다 탐지거리는 127km 정도이다. 특히 중국공군은 자국산 WS-10A엔진과 관련해 이미 인내심을 잃은 상태에 놓일 정도며 동일 엔진이 들어가는 J-15, J-16은 물론 sU-27의 데드카피버전인 J-11B기체의 양산이 불가할정도로 이 엔진 성능 문제가 크다.

## 운용국
- 중국 - 24기

## 제원
일반 특성
- 승무원: 1명 또는 2명
- 길이: 21.9 m (72 ft)
- 날개폭: 14.7 m (48.25 ft)
  - 접었을 경우: 7.4 m (24.25 ft)
- 높이: 5.9 m (19.5 ft)
- 날개면적: 62.04 m2 (667.80 ft2)
- 경하중량: 17,500 kg (38,600 lb)
- 만재중량: 27,000 kg (60,000 lb)
- 최대이륙중량: 33,000 kg (72,752 lb)
- 엔진: 2 × WS-10A 애프터버너 터보팬
  - 드라이 추력: 89.17 kN (20,050 lbf) 각각
  - 애프터버너 추력: 135 kN[37] (33,000 lbf) 각각

성능
- 최고속도: 마하 1.98 (1,305 mph; 2,100 kmh; 1,134 kts)
- 거리: 3,500 km (2,050 mi)
- 운용고도: 20,000 m (65,700 ft)
- 상승률: 325 m/s (64,000 ft/min)

무장
- 기관포: 1 × 30 mm GSh-30-1 기관포, 150 발
- 하드포인트: 12개
  - 공대공 미사일: 8 × PL-12 또는 8 × R-77, 4 × PL-9 또는 4 × R-73
  - 폭탄, 로켓포
  - 대함 미사일
  - 대레이다 미사일
  - ECM 포드

## 같이 보기
- 선양 J-11
- 선양 J-16
- 수호이 Su-33
- 보잉 F/A-18E/F 슈퍼 호넷
- 보잉 EA-18G 그라울러
- 미코얀 MiG-29K
- 다소 라팔